# Necropoli di Pontecagnano
La necropoli di Pontecagnano a Pontecagnano Faiano è un complesso di sepolture che, allo stato attuale delle ricerche, è da riferirsi ad un'epoca compresa tra l'età del Ferro e il IV secolo a.C., dove sono state riportate alla luce 10.000 sepolture.

## Storia
La scoperta della necropoli risale al 1962, a seguito dell'attività edilizia di quel periodo. I primi scavi furono organizzati dall'etruscologo Bruno d'Agostino, che ne intuì immediatamente l'importanza.
Di fatto, l'attività archeologica non si è mai interrotta da allora, permettendo di portare alla luce una vasta necropoli, che alla data attuale conta almeno 10.000 sepolcri.
I reperti riferibili a questa necropoli sono ora esposti al Museo archeologico nazionale di Pontecagnano.

## Sito archeologico
Nella necropoli sono state individuate almeno tre aree sepolcrali; una in prossimità del torrente Picentino, una in prossimità del torrente Frestola e una, la più piccola, a sud del paese in corrispondenza dell'attuale linea ferroviaria.